# 县街街道
县街街道是中国云南省昆明市安宁市下辖的一个街道办事处，位于安宁市区以南8公里，东与安宁市金方街道办事处、昆明市西山区相连，南与安宁市八街街道、晋宁县二街镇接壤，西与易门县六街街道连接，北与安宁市草铺街道毗邻。面积266平方公里。因元明时期为三泊县城，为一较大的集镇，故名。 2006年3月区划调整时，撤销原县街乡和鸣矣河乡，两乡合并，建立县街镇。2011年4月安宁市正式在全域撤镇设街道办事处，改为街道办事处。

## 行政区划
县街街道下辖以下地区：
县街社区、石江社区、县街村、下元良村、雁塔村、鸣矣河村、甸东村、耳目村、王家庄村、石庄村和双村。

## 经济
县街经济以农业为主，目前形成了以烤烟、水果、蔬菜、养殖四大主要产业。矿产资源主要有主要为磷矿石和石灰石。

## 发展目标
县街在安宁市城市总体规划中能定位为：“生态农业观光旅游区，南部水资源保护区”。按照2011年3月，云南省城乡规划设计研究院向县街政府提交的县街总体规划（2009-2030）发展目标，县街各主要行政村的职能定位为：
- 县街：镇域综合服务中心，职教园区配套服务基地，安宁市城郊综合区和主城后备发展区；
- 鸣矣河：县街农副产品加工基地，县街东南部重要集镇；
- 王家庄：县街新型科技园区，重要的交通运输基地；
- 下元良：县街西部水资源保护地、重要的矿产资源开发点；
- 石庄：县街南部主要的农业产业园区，八街河流域保护区；
- 耳目：农业产业园区，县街东部矿产资源开发区；
- 雁塔：苗圃种植基地，农业产业园区。